# Ізерський Володимир Володимирович
Ізерський Володимир Володимирович (нар 22 квітня 1969, Київ, Українська РСР, СРСР) — радянський та український вчений в області ентомології, екології та охорони природи. Із кінця 90-х років неодноразово здійснював багатомісячні експедиції в різні екосистеми Амазонки на території Перу, результати яких були опубліковані у вигляді атласу з визначення нічних лускокрилих 3-х родин. У зв'язку з необхідністю стабільного вивчення флори та фауни Амазонії з кінця 2007 року постійно проживає в Республіці Перу. Із 2017 року керує науковими дослідженнями Департаменту природоохоронних територій (ісп. Servicio Nacional de Áreas Naturales Protegidas, SERNANP) Міністерства навколишнього середовища в центральному Перу.

## Біографія
Серйозно займався питаннями палеонтології, займаючи призові місця на наукових конференціях. У зв'язку з цим із 13 років був кандидатом і потім дійсним членом Малої академії наук України.
Закінчив повний курс (8 років) музичної школи по класу віолончель тафортепіано.
Під час навчання в університеті у складі групи співробітників науково-дослідного інституту біології та біофізики (НДІ ББ, м. Томськ) брав участь у спеціалізованих експедиціях по Далекому Сходу Росії.
Спільно з провідними фахівцями БГІ (Біолого-ґрунтового інституту, Владивосток), НДІББ (Томськ), ХІВЕП (Хабаровського Інституту водних та екологічних проблем, Хабаровськ), ІСЕЖ (Інституту систематики та екології Сибірського відділення Академії наук Росії, Новосибірськ) за період із 1986 по 1995 рік здійснив понад 20 експедиційних поїздок у Монголію, Північний Китай, Східний Сибір, Алтай, Північний і Східний Казахстан, Кавказ, Карпати і Крим.
За результатами цих досліджень, за період із 1996 по 1999 рік були опубліковані кілька еколого-фауністичних статей і книга про лускокрилі зубницеві Сибіру та Далекого Сходу.
У цей же період часу вивчав музику по класу віолончель і фортепіано і протягом 8 років неодноразово був призером різних столичних музичних конкурсів. Протягом 5 років був учасником багатьох спелеологічних експедицій в гірських масивах Карпат і Криму, де отримав одну з вищих кваліфікаційних категорій.
Закінчив Томський державний педагогічний університет за спеціальностями «біолог-хімік» і «охорона природи» і Томський державний університет за спеціальностями «ентомолог-систематик» і «генетика людини». Для підвищення рівня освіти як керівника вищої ланки в Міжрегіональної Академії Управління персоналом здобув спеціальність «старший менеджер управління персоналом» у 1993—1994 роках та через міжнародну координаційну раду випускників навчальних закладів «ІНКОРВУЗ» у 1994 році отримав ступінь магістра педагогічних наук.
У 1996—1998 роках президент Міжнародного фонду «Сприяння розвитку науки і впровадженню екологічно прогресивних технологій в Україні».
Із травня 2018 року є президентом Міжнародної асоціації «IACRENAP» .
У 2013 році як автор сценарію і режисер взяв участь у створенні документального фільму про комах Амазонії «Королі природи. Дивовижні комахи Амазонії» (англ. Kings of Nature. Amazing insects of Amazonia) двома мовами.
У 2020 році як автор сценарію і режисер взяв участь у створенні короткометражного документального фільму трьома мовах про біосферний заповідник Avireri Vraem і найважливішу роботу таких біосферних заповідників за програмою ЮНЕСКО, для збереження та розвитку природних ресурсів.
Із 2021 року є президентом Консорціуму біосферного заповідника Avireri Vraem
Із серпня 2022 року є керівником проєкту регіонального уряду Департаменту Гунін, Перу «регіональний інститут кави».

## Наукові інтереси
Є автором наукових, науково-популярних та екологічних статей, 7 книг по флорі та фауні Східної Палеарктики, північного Лаосу та Перу, двох нових для науки видів безхребетних і трьох спеціалізованих доповідей на міжнародних конференціях.

## Таксони, названі на честь Ізерського В. В
За багаторічний внесок у вивченні фауни безхребетних тварин Амазонії на честь Ізерського названі наступні таксони, визначені як нові для науки:
- Plectoptera vladimiri Anisyutkin, 2009[12] (Blattelidae)
- Uvaroviella izerskyi Gorochov, 2011[13] (Gryllidae)
- Diatrypa volodymyri Gorochov, 2013 (Gryllidae)
- Gnathoclita izerskyi Gorochov, 2018[14] (Tettigoniidae)
- Uvaroviella izerskyi multa Gorochov, 2019[15] (Gryllidae)
- Gen. Izerskya Gorokhov, 2019[16] (Gryllidae)

## Членство у професійних товариствах
Член Українського ентомологічного товариства з 1998 року.
Член Міжнародної організації Entomological Livestock Group (ELG) з 1999 року (Велика Британія).
Член Перуанського ентомологічного товариства з 2008 року.
Член Перуанського орнітологічного товариства з 2014 року.